# Флаг Заревского сельского поселения
Флаг муниципального образования «Заревское сельское поселение» Шовгеновского района Республики Адыгея Российской Федерации — опознавательно-правовой знак, служащий официальным символом муниципального образования.
Флаг утверждён 24 августа 2009 года решением Совета народных депутатов муниципального образования «Заревское сельское поселение» № 52 и внесён в Государственный геральдический регистр Российской Федерации с присвоением регистрационного номера 5615.

## Описание
«Прямоугольное полотнище с отношением ширины к длине 2:3, воспроизводящее композицию герба Заревского сельского поселения в белом, красном, синем и жёлтом цветах».
Геральдическое описание герба гласит: «В серебряном поле узкое лазоревое стропило, заполненное червленью, в которой выходящее снизу наполовину золотое солнце (без изображения лица) с пламенеющими лучами, выше которого — серебряный летящий лебедь. В правом верхнем углу — лазоревая восьмиконечная звезда».

## Обоснование символики
Флаг Заревского сельского поселения путём аллегорий и символов отражает историю поселения, его настоящее и будущее.
Жёлтое восходящее солнце на красном фоне символизирует название поселения, и одновременно — богатство и исторические традиции жителей поселения.
Белый лебедь летящий в лучах солнца — символ любви, верности, надежды, прогресса.
Синее стропило изображает основные реки поселения — Ульку и Грязнуху, сливающиеся на его территории вместе.
Путеводная синяя восьмиконечная звезда по традиции — символ Пресвятой Богородицы означает, что жители поселения находятся под её Покровом, а также в знак того, что на территории поселения действует православный храм в честь иконы Божией Матери «Неопалимая Купина».
Белый цвет (серебро) символизирует чистоту помыслов и мирное небо, жёлтый цвет (золото) — символ богатства родной земли, тепло, радость, красный цвет — исторические и трудовые традиции, синий цвет (лазурь) — надежды на лучшее будущее.